# Psychographie

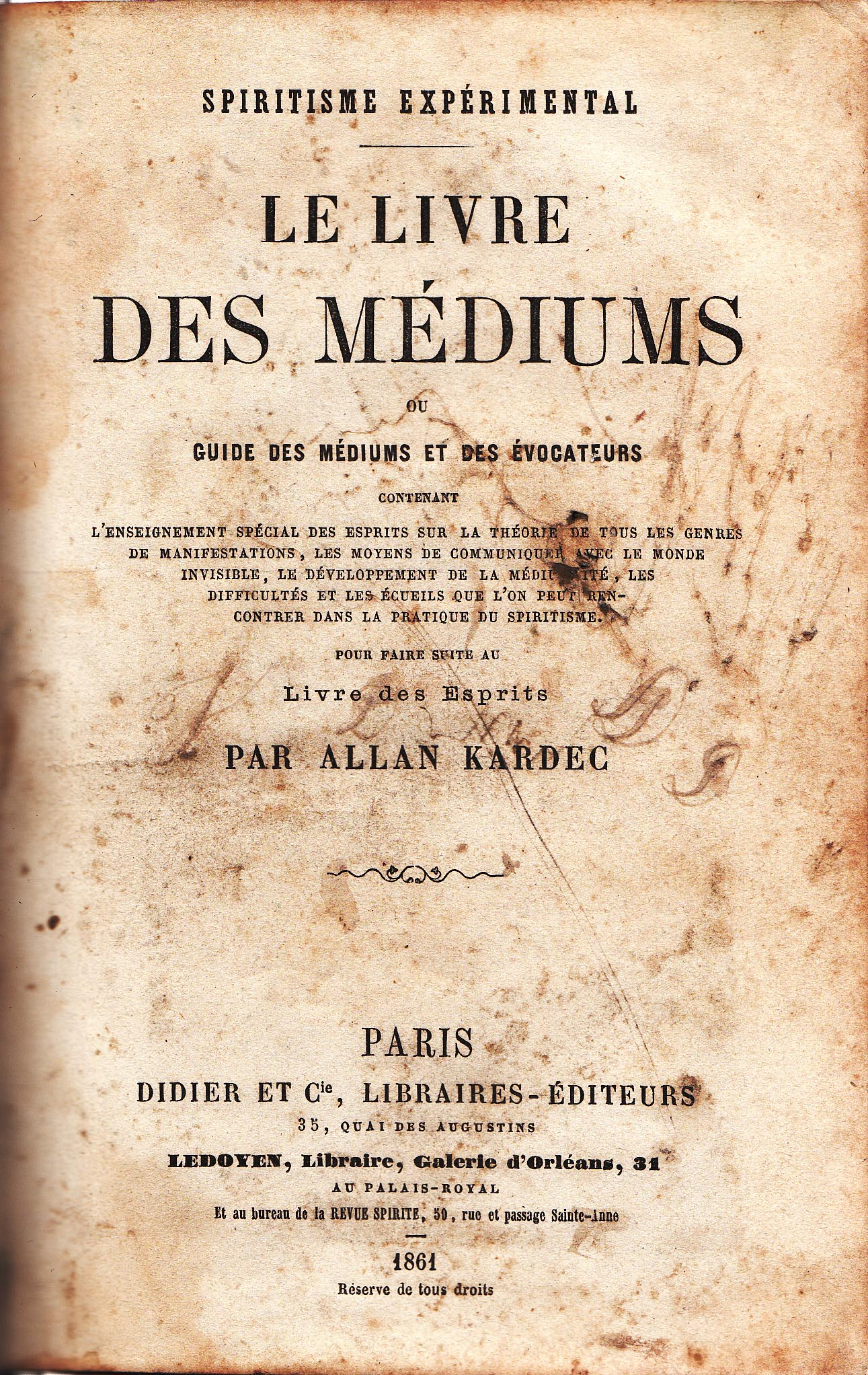
Le Livre des Médiums édité en 1861

Psychographie est un mot polysémique utilisé dans les deux domaines suivant :
- dans le vocabulaire spirite, où il décrirait les rédactions que ferait un médium sous l'influence d'un esprit tiers désincarné, soit en guidant sa main mécaniquement, soit en lui soufflant des pensées que le médium n'est pas censé connaître[1].
- dans les domaines de la psychologie et des biographies (avec le sens de « profil psychologique »).

## Dans le domaine du spiritisme

### Introduction
En 1861 est édité Le Livre des Médiums, où Allan Kardec expose ses recherches sur les différentes formes de médiumnités ainsi que les rapports qu'ils auraient avec les esprits de l'au-delà. Il se qualifie lui-même volontiers d'ethnologue de la population de l'au-delà, ses recherches étant aussi variées qu'exhaustives. La psychographie fait partie de ce champ de recherche, dont voici une synthèse explicative.

### Définition
La psychographie désigne dans le vocabulaire spirite, l’influence que pourrait avoir un ou plusieurs esprits désincarnés sur la rédaction d'un texte écrit par un médium alors dit Psychographe ou Médium écrivain. On distinguerait principalement deux modes d'action sur ce médium :
1. Soit l'esprit désincarné agirait directement sur les pensées et les idées du médium, mais celui-ci garde le contrôle de son bras et de sa main, c'est bien lui qui écrit. Ici se situe le « Médium intuitif ou inspiré ».
2. Soit l'esprit désincarné prendrait le contrôle moteur du bras et de la main du Médium, écrivant directement le texte, le médium n'ayant lui pas forcément conscience de ce qu'il écrit. Ici se situe le « Médium mécanique (automatique) ou semi-mécanique (semi-automatique)[4] ».

C'est dans cette deuxième catégorie que ce situent les Médiums Polygraphes, c'est-à-dire dont l'écriture, tant par la forme que par le style, change avec chaque esprit qui communiquerait, pour adopter celle qu'il avait de son vivant. Les proches d'une personne décédée pouvant attester que c'est bien « son écriture » et sa façon de penser,. C'est également dans cette catégorie que l'on rencontrerait les cas de Xénoglossie, c'est-à-dire quand le Médium se mettrait à écrire dans des langues étrangères, ou des dialectes qu'il ne connait pas.

### Deux types de «psychographies»

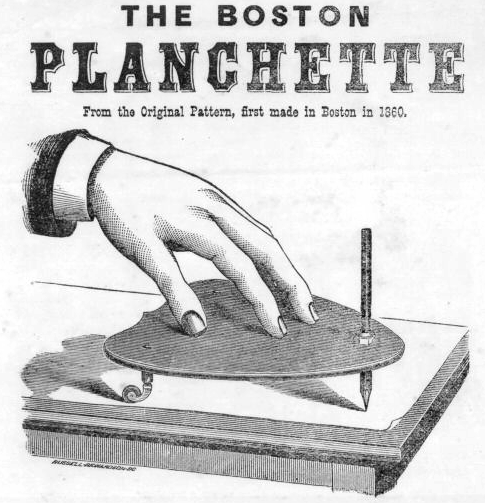
Exemple de planchette pour la psychographie indirecte - affiche datant de 1860

#### Psychographie indirecte: corbeilles et planchettes
Ce moyen fut utilisé dans les premiers temps, puis rapidement abandonné. En fixant un crayon sur un objet de petite taille, comme une corbeille ou une planchette puis en posant les doigts sur le bord de l'objet, celui-ci se mettrait à écrire sous l'impulsion des Esprits. Les tenants du spiritisme affirment observer des mouvements du crayon qui tracent alors des phrases compréhensibles dont toutes les lettres sont liées les unes aux autres. Ce type de procédé donna des variantes comme la table-Girardin, le ouija ou l'additor un peu plus tard.

#### Psychographie directe ou manuelle
Très rapidement les médiums sont passés de la psychographie indirecte à directe, après s'être aperçus que les corbeilles ou planchettes ne servaient finalement à pas grand chose. Dès lors le Médium prenait son crayon en main au-dessus d'une feuille de papier et attendait que les Esprits veuillent bien se manifester. L'usage de la plume et de l'encrier rendait la psychographie plus difficile à réaliser dans certains cas, si bien que bon nombre de Médiums optaient pour le crayon.

### Quatre types de «Psychographe» ou «Médium écrivain»

#### Médiums mécaniques (ou automatique)
Le médium n'a pas conscience de ce qu'il écrit, il est parfois en transe mais ce n'est pas obligatoire. Ce serait un esprit désincarné, qui prendrait le contrôle moteur de son bras et de sa main pour écrire à sa place, parfois avec l'écriture qu'il avait de son vivant pour les Médiums Polygraphes.Ce type de Médiums peut également pratiquer la Xénoglossie.

#### Médiums semi-mécaniques (ou semi-automatiques)

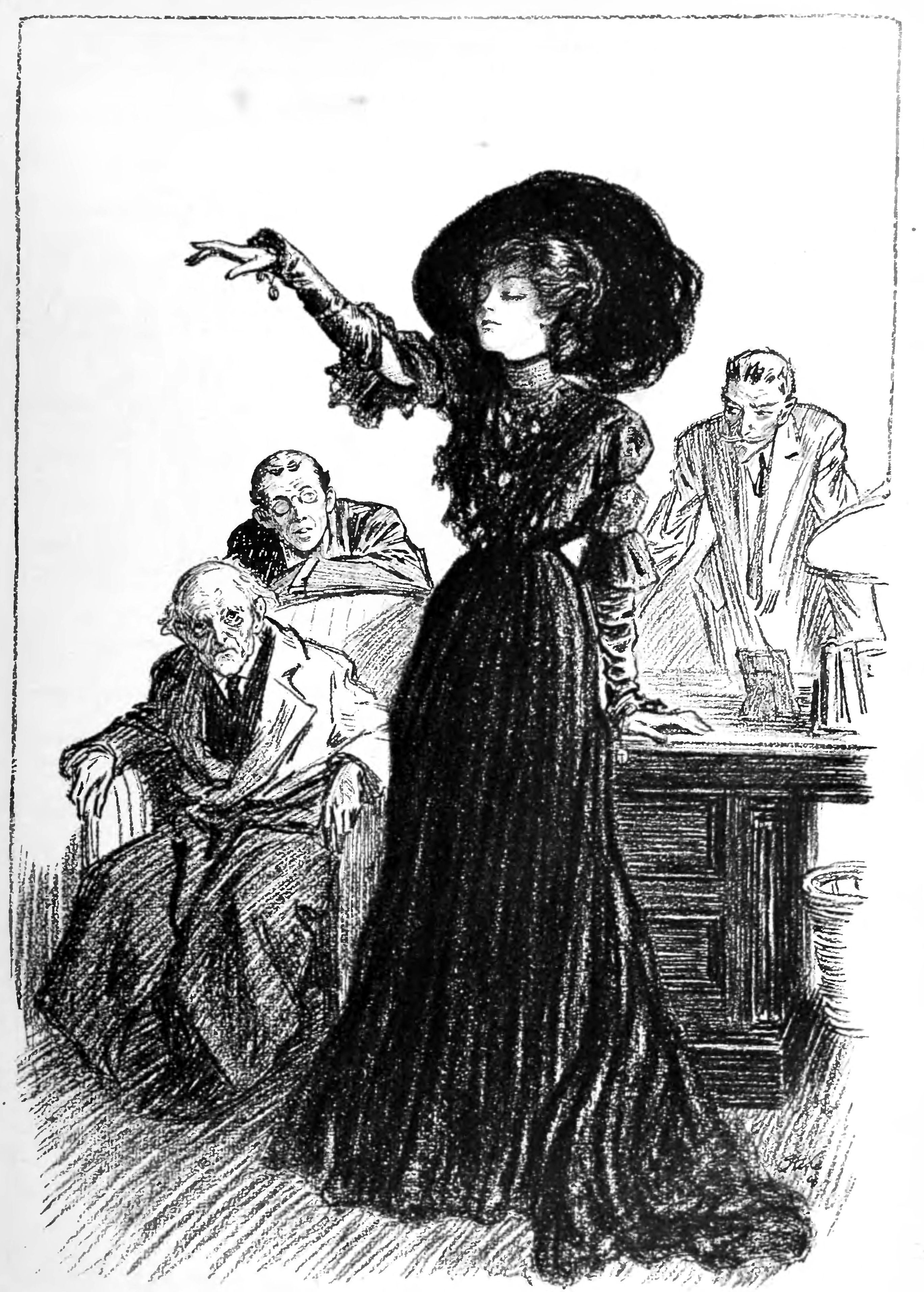
Illustration d'un magazine de 1908 : « La médium Véra, d'une voix sourde et solennelle, a appelé au silence. »

Le médium a conscience de ce qu'il écrit, mais il ne contrôle toujours pas sa main qui écrirait sous l'impulsion d'un esprit désincarné. Lui aussi peut-être Médium polygrapheet pratiquer la Xénoglossie.
« L'Esprit prend en quelque sorte possession de la main et du bras du médium. Il utilise ce membre comme un outil. Dans ce type de médiumnité, rien ne passe par l'intellect du médium, celui-ci n'a pas conscience de ce qu'il écrit. Il découvrira le message à sa lecture en fin de séance. L'écriture est très rapide et bien souvent le crayon ne se lève pas. C'est assez surprenant, car le médium peut penser à une chose, ou même discuter et sa main écrit autre chose. »

#### Médiums intuitifs
Le médium recevrait par transmission de pensée, ou par clairaudience, le message qu'un esprit désincarné voudrait faire passer et le retranscrit avec ses propres mots et sa propre écriture, c'est vraiment lui, le Médium, qui écrit. Autant le Médium mécanique est une machine, autant le Médium intuitif est un interprète, ou pour mieux dire, un instrument de musique à vent, qui produira une même note avec un même souffle, mais dont le son sera différent d'un instrument de musique à l'autre, d'un médium à l'autre.
« Au début, cela n'est pas évident car l'Esprit envoie les informations par la pensée et la pensée est beaucoup plus rapide que la main du médium qui écrit. Lorsqu'un long message est donné, à un certain moment, la main du médium prend du retard sur la pensée, c'est-à-dire  que le médium écrit le premier paragraphe alors que l'Esprit dicte le troisième. Si le médium essaie de comprendre ce qu'il écrit, veille à son orthographe, essaie de se relire, il laissera passer des mots et des phrases. À la relecture, nous aurons un texte qui aura du sens mais dans lequel il manquera des parties. »

#### Médiums inspirés
Les Médiums inspirés sont une variante des Médiums intuitifs mais beaucoup moins marqués, il est encore plus difficile de faire la différence entre ce qui vient de la personne et ce qui viendrait d'un esprit tiers. Dans le fond, d'après Allan Kardec, tout le monde est un Médium inspiré, il suffit pour ça de savoir écouter son « ange gardien » ou ses « Esprits protecteurs et familiers » qui nous donnent de précieux conseils que bien souvent on a tort de ne pas écouter. Il peut également s'agir de scientifiques, d'inventeurs ou d'artistes de génie qui ne se rendent pas compte de leur Médiumnité.

### Exemples pratiques

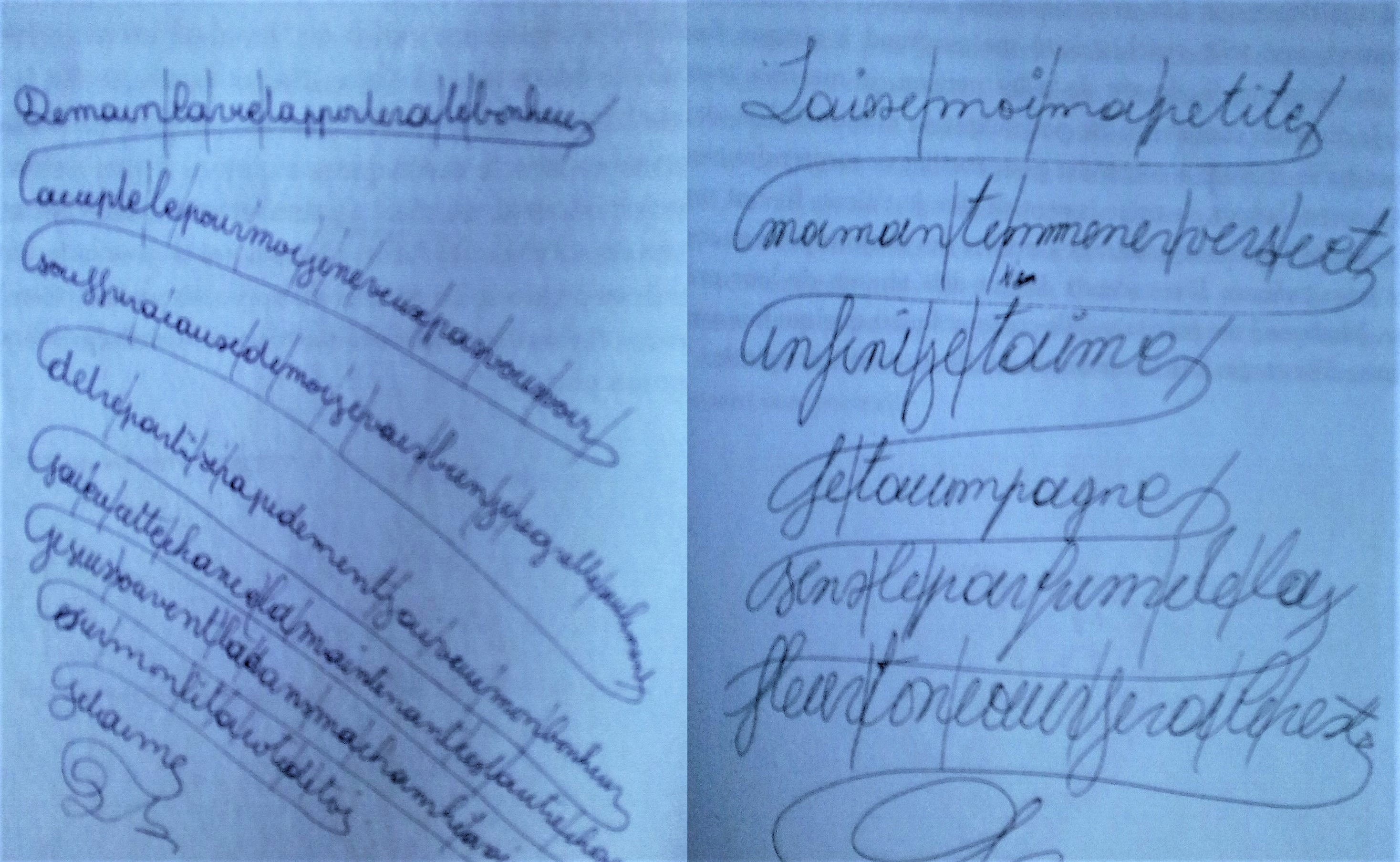
Exemples d'écriture automatique médiumnique. Le texte est écrit d'un seul tenant, sans ponctuation, ni séparation. A sa lecture, on le déchiffre en séparant les mots par des traits.

Psychographie directe, en écriture automatique/ mécanique, d'une « médium polygraphe » au XIXe siècle :
« Le résultat de ces deux évocations ayant été transmis à la personne qui nous avait prié de les faire, nous reçûmes de cette dernière la réponse suivante : Vous ne pouvez croire le grand bien produit par l'évocation de mon beau-père et de mon oncle. Nous les avons parfaitement reconnus ; l'écriture du premier surtout a une analogie frappante avec celle qu'il avait de son vivant... on y retrouve la même forme de jambages, du paraphe et de certaines lettres. Quant aux paroles, aux expressions et au style, c'est encore plus frappant ; pour nous l'analogie est parfaite... J'ai communiqué ces deux évocations à plusieurs personnes, qui ont été frappées de leur véracité. »
Psychographie indirecte de xénoglossie, à l'aide d'un additor, des médium Florizel et Grace Von Reuter au XXe siècle :
« Voici les mots magyars écrits par l'additor : « Erti amit mondok Magyarul. Nem tesz semmit szeretek itt lenni orvendek ». Lorsque la traduction nous est parvenue, nous avons appris que le texte disait : « Je me rends compte qu'aucun de vous ne connaît le magyar, mais peu importe. Je suis quand même très heureux de me trouver avec vous. »... L'apparition du latin avait déjà réalisé une brèche dans mon scepticisme... mais, voilà qu'avec l'apparition de la langue hongroise, l'hypothèse du subconscient était frappée d'un coup violent, qu'il ne pouvait être paré d'aucune manière. Ni ma mère, ni moi, n'avions jamais eu de rapports avec la langue hongroise. »
Psychographie directe de xénoglossie, en écriture automatique/ mécanique, d'une « médium polygraphe » au XXIe siècle :
« Je me souviens, lorsqu'un jour je communiquais avec la famille décédée de mon ami, son oncle m'a fait écrire en italien. Quelquefois, les signatures que j'avais en fin de message étaient identiques à la signature du décédé. La famille de mon ami était originaire de la région de Valenciennes, certains Esprits écrivaient dans un patois que je ne connaissais absolument pas... il m'arrivait d'écrire dans une langue étrangère entre autres l'allemand, de dessiner sous l'impulsion de l'Esprit.»

## Mise en garde et controverses
On peut constater à quel point les arguments « pro » ou « anti » spiritisme n'ont finalement pas beaucoup changés depuis les années 1860 et restent sensiblement les mêmes, alimentant une guerre de tranchée sans fin.

### Psychographie et inconscient
Du point de vue spirite, les définitions de « l'inconscient » et de « l'inconscient collectif » sont beaucoup trop limitées et vagues pour être pleinement satisfaisantes et pouvoir expliquer la totalité des phénomènes constatés.

### Psychographie et «effet idéomoteur»
Du point de vue spirite, la théorie de « l'effet idéomoteur » n'explique en rien comment un Médium pourrait se mettre à écrire ou à parler dans des langues étrangères ou des dialectes qu'il ne connaît pas (Xénoglossie) ni comment il pourrait adopter l'écriture et la rhétorique d'une personne décédée, qu'il ne connaissait pas, lors de ses communications,.

### Cas de perturbation mentale
Selon le Docteur Carl Wickland, se basant sur plus de trente années d'expérience professionnelle, en tant que psychiatre et en tant que spirite, certaines personnes peuvent être perturbées par la psychographie :
« Le problème grave de troubles mentaux provoqués par des expériences spirites inconséquentes attira pour la première fois mon attention lorsque j'eus vent des cas de plusieurs personnes dont les expériences apparemment innocentes avec l'écriture automatique et le Ouija aboutirent à une telle démence qu'elles durent être envoyées en hôpital psychiatrique. ».

## Quelques auteurs et ouvrages écrits par psychographie
- Christine André, Yvonne Godefroy, Paul Gourvennec, Johannes Greber, Alain Guillo, Marcelle de Jouvenel, Jakob Lorber, Gitta Mallasz, Cécile Monnier, Jeanne Morannier, Vassula Ryden, Neale Donald Walsch.

### Psychographes Français
- Le manuscrit du purgatoire (rééd. Téqui, 2007, 114 pages,  (ISBN 978-2-7403-1307-7)) est l'un des plus anciens documents psychographiques modernes. Il contient les dialogues retranscrits par la mère Marie de la Croix (1840-1917) religieuse augustine de Notre-Dame de Valognes, avec la sœur Marie-Gabrielle, morte en février 1871.
- Suzanne Max-Getting, Vie et missions des envoyés de l'au-delà, Les missionnaires de l'astral (rééd. Leymarie, 1985, 316 pages), Messages d'un esprit libéré, Extraits de dictées medianimiques, Messages de mediums (Leymarie, 1935, 333 pages) messages reçus dans les Années folles de son mari décédé.
- L'autre monde: ses possibilités infinies, Messages médiumniques d'Albert Pauchard, reçus et notés par "M.-J.", avec une notice biographique d'Antoinette Pauchard (Genève ; J.H. Jeheber éd., 1936, 131 pages) Dans les sphères de beauté et de joie, Nouveaux messages d'Albert Pauchard télépathiquement reçus et notés par "M.-J.", avec un portrait de l'auteur et une notice biographique d'Antoinette Pauchard (Genève, J.H. Jeheber éd., 1937, 153 pages). Ces ouvrages ont été réédités chez Dervy-Livres, sont d'un esprit incisif, parfois teinté d'humour. Albert Pauchard (1870-1934) vécut à Genève ; il rencontra Papus avec qui il développa ses dons de magnétiseur, et se lia avec Léon Denis, successeur d'Allan Kardec.
- Karine après la vie Le Livre de poche, Albin Michel, 2002. Dans ce livre, seuls quelques messages de Karine sont reçus en écriture automatique, les autres arrivent par d'autres moyens (magnétophone, ordinateur, matérialisation), tous adressés à ses parents et d'autres personnes.
- Catherine Anglade, Parisienne, était croyante par tradition mais non pratiquante. Après sa mort en 1994, à l’âge de 64 ans, elle communique avec son époux, Philippe Ragueneau, directeur des programmes de télévision et écrivain, messages pleins de tendresse, de fraîcheur et d’humour destinés spécialement, « à ceux qui n’ont pas ou peu reçu de culture religieuse » (Philippe Ragueneau, L’autre Côté de la Vie, éd. du Rocher, 1977).
- Michel Belline, Parisien, est foncièrement athée. Il se tue en voiture en 1969, il a 22 ans. Deux ans après, un contact s’établira entre son père et lui. À cause de son athéisme et de sa vie « facile », certains imagineraient pour lui des peines dignes de l'imagerie des enfers ou, du moins, un Au-delà pénible. Ce n'est pas le cas. Il est heureux et, aidé par des guides, il progresse (Belline, La Troisième Oreille, éd. Robert Laffont, 1972).
- Membres d'une même famille (Jean, Audoin, Gérald, Mamita...) s'adressant à différents membres de cette famille (Dites-leur que la mort n'existe pas, Éditions Exergue, 1997  (ISBN 2-911525-18-3) (BNF 37024416) ).
- En 1900, Théodore Flournoy publie Des Indes à la planète Mars, étude à partir du cas du médium Hélène Smith, qui écrivit de longs cycles en psychographie.

### Psychographes britanniques
- William Stainton Moses est le premier à utiliser le terme « psychography » en 1878.

Les données suivantes, par ordre chronologique, viennent principalement de Jean Prieur.
- F. Heslop, Light on the horizon (éd. Regency Press) et Speaking across the borderline (éd. Charles Taylor), messages adressés à sa femme par l'intermédiaire de sa tante.
- Alice Mortley (1873-1934) reçut par transcommunication des messages d'un être spirituel qui avait vécu au Pays de Galles et disait se nommer Bertha (trad. G.F. Grosjean aux éd. Astra, 1983: Le Christ en vous, 205 pages).
- Wellesley T. Pole fut également sollicité par un défunt dont il ignorait l'existence, Thomas Dowding, un soldat britannique tombé sur le front en Normandie en 1917, à trente-sept ans (Private Dowding, éd. Watkins, Londres).
- La sœur de Pole, Mary B. Wallace, délivra, à partir d'août 1916 jusqu'en 1924, les messages d'un instructeur invisible conduit par A.B., un ami décédé peu auparavant, messages transcrits en sténo par son mari (The Thinning of the Veil, éd. Watkins, 1919 et The Coming Light, 1924).
- Lord Dowding (en), officier de la R.A.F., examina avec une foi fervente non dépourvue d'esprit critique, les messages reçus et envoyés par l'intermédiaire de sa collaboratrice, Mrs. Hunt, à de jeunes aviateurs tombés pendant la bataille d'Angleterre, à l'intention des familles endeuillées par la perte d'un fils ou d'un frère à la guerre (Many Mansions ; The dark star; Lychgate).
- Alice Gilbert, Philip in the Spheres ; Philip in two worlds (éd. Aquarian Press): une mère qui communiquait par télépathie avec son fils, reçoit encore après sa mort des messages de lui.
- Ruth M. Tristram (1886-1950), Lettres de Christopher (éd. Courrier du livre)

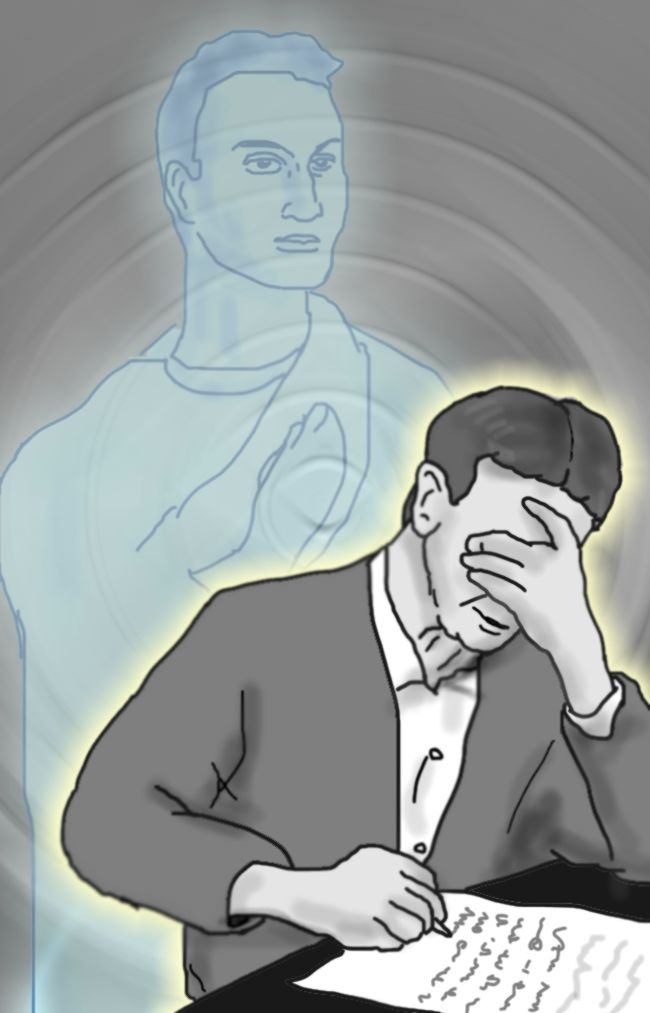
Représentation du médium brésilien Francisco Cándido Xavier pratiquant la psychographie sous l'influence de son Esprit guide Emmanuel.

### Psychographes d'autres nationalités
- Andrea Sardos Albertini est Italien de Trieste et chrétien. En 1981, il a 25 ans, quand il disparaît mystérieusement. Son père attendra deux ans pour recevoir son premier message lui annonçant comment il a été assassiné. Messages émouvants entre un fils aimant et un père, chrétien traditionaliste qui hésite au début de poursuivre cette conversation, la croyant contraire aux préceptes de l’Église (Lino Sardos Albertini, L’Au-delà existe, éd. Filipacchi).
- Francisco Cándido Xavier[22]
- Divaldo Pereira Franco

## Dans le domaine de la psychologie
En médecine et en psychologie ou dans le domaine des biographies, le terme psychographie est utilisé au moins depuis la révolution française et peut être synonyme de « profil psychologique » (description des caractéristiques psychologiques d'une personne, qui peut par exemple résulter d'un bilan psychologique), de l'analyse rétrospective de la psychologie d'une personne (ex : Psychographie de Tibère écrite par Pierre Somville en 2002), psychographie de Marcel Proust).
En 1914, Robert M. Yerkes utilise le mot psychographie pour l'Humain, mais aussi, en éthologie, pour le profils de résultats à des tests faits dans des appareils conçus pour tester les réactions d'animaux devant divers choix possibles.
Dans les années 1970 on cherche à utiliser la psychographie en marketing, dont pour tenter de segmenter la clientèle possible, encore en tâtonnant
Plus récemment (années 2010-2020), des psychographies sont reconstituées de manière automatisée par des algorithmes, voire par une supposée intelligence artificielle. Ce type de profil psychologique est créé à partir de données numériques, plus ou moins individuelles et personnelles, et plus ou moins légalement extraites du Big data par les logiciels de fouille de données de sociétés spécialisées. Ces sociétés travaillent pour des publicitaires, entreprises, lobbys, gouvernements, armées ou partis politiques afin d'ensuite produire, sur la base de psychographies précises, des messages « microciblés » et subliminaux qu'elles affirment susceptibles d'efficacement modifier le sentiment et le comportement ou les votes d'individus-cibles ou de groupes-cibles.
Ce type de pratique a été dénoncé, et découvert par le grand public à la fin des années 2010, principalement via le Scandale Facebook-Cambridge Analytica/AggregateIQ qui a révélé comment des données volés sur 87 millions de comptes Facebook ont été utilisées pour stocker des millions de profils psychologiques informatisés, afin de les réutiliser pour modifier leur comportement d'électeurs (en faveur de Donald Trump lors de l'élection présidentielle américaine de 2016,, puis celle de 2020 ou lors du Référendum sur l'appartenance du Royaume-Uni à l'Union européenne qui a abouti au Brexit). On sait maintenant que ces sociétés et leur société-mère le Groupe SCL ont aussi cherché à influencer de cette manière des dizaines d'élections dans des pays en développement (en Italie, Lettonie, Ukraine, Albanie, Roumanie, Afrique du Sud, Nigéria, Kenya, Maurice, Inde, Indonésie, Philippines, Thaïlande, Taiwan, Colombie, Antigua, Saint-Vincent & les Grenadines, Saint-Kitts-et-Nevis et Trinité-et-Tobago.)
En psychologie différentielle, Dietmar Friedmann a utilisé ce mot en 1990, dans une critique de l'analyse transactionnelle

### Dans le domaine du spiritisme
- Allan Kardec, Le livre des médiums, Les éditions Philman, mars 2007, 490 pages,  (ISBN 978-2-913720-35-0)
- Allan Kardec, Le ciel et l'enfer, Les éditions Philman, janvier 2010, 365 pages,  (ISBN 978-2-913720-12-1)
- Madame De Watteville Krell, Rayonnements de la vie spirituelle, Les éditions Philman, 260 pages,  (ISBN 978-2-913720-72-5)
- Ernest Bozzano, Xénoglossie, la médiumnité polyglotte, Les éditions Philman, mai 2020, 210 pages,  (ISBN 979-10-97346-05-8)
- Mauricette Ruchot, L'Au-delà, Messages d'amour, Messages d'espoir, Les éditions Philman, mai 2014  (ISBN 978-2-913720-78-7)

### Dans le domaine de la psychologie
- Buyse R (1920) Introduction à l'étude psychographique de la fonction motrice. Bull. Inst. Gén. Psych., Paris, 1-3.
- Vermeylen G (1923) L'examen psychographique de l'intelligence. Imprimerie E. Stockmans & Company.